# Henry Moore Jackson
Henry Moore Jackson (Colonia de Granada, Islas de Barlovento Británicas, 1849- Colonia de Trinidad y Tobago,1908), fue un militar y gobernador colonial británico. 

## Biografía
Educado en Inglaterra en la universidad de Clifton y en la academia militar real. 
Después de su educación, Jackson entró a la carrera militar sirviendo para la artillería real a partir de 1870, alcanzando el grado de capitán. En 1880 mientras estaba aún en la artillería real fue designaron comandante de policía de Sierra Leona. Tras sus servicios militares, inició en la diplomacia. En las Indias Occidentales Británicas, dirigió la Comisión de las Islas de Turcos y Caicos entre 1885 y 1888. Luego ocupó la Secretaría Colonial de Bahamas (1890-1893). En 1894 le designaron a la Secretaria Colonial de Gibraltar, cargo que desempeñó hasta 1901. En 1901 lo designaron Gobernador de las Islas de Sotavento y Antigua y Barbuda, pero en 1902 fue trasladado a la Gobernación de Fiyi y nombrado Alto Comisario del Pacífico Occidental a finales de 1902. Su experiencia en la administración colonial le llevó a usar la Gobernación de Trinidad y Tobago, cargo que sostuvo desde 1904 hasta su muerte el 29 de agosto de 1908.
| Predecesor: Frederick Shedden Sanguinetti | Comisionado de las Islas Turcos y Caicos 1885-1888 | Sucesor: Alexis Wynns Harriott   |
| Predecesor: Francis Fleming               | Gobernador de Antigua y Barbuda 1901-1902          | Sucesor: Gerald Strickland       |
| Predecesor: William Lamond Allardyce      | Gobernador de la Colonia de Fiji 1902-1904         | Sucesor: Everard F. im Thurn     |
| Predecesor: Cornelius Alfred Moloney      | Gobernador de Trinidad y Tobago 1904-1908          | Sucesor: George Ruthven Le Hunte |

- Datos: Q5726009